# ひつじのショーン
『ひつじのショーン』（Shaun the Sheep）は、イギリスのアードマン・アニメーションズ制作によるストップモーション・アニメーション作品。

## 概要
『ウォレスとグルミット』シリーズの中編映画『ウォレスとグルミット、危機一髪』 “Wallace & Gromit: A Close Shave”  （1995年）に登場する羊のショーンを主人公としたスピンオフ作品。人間の発明家とその相棒の犬が主人公だった『ウォレスとグルミット』とは異なり、『ひつじのショーン』は動物の目を通して見た世界を描いている。したがって、劇中の人間キャラクターの言葉は英語どころか言葉にもなっていない声として表現されている。動物たちも基本的に喋らないが、何かを話す際はこちらも視聴者には理解不能な音となっている。
2007年3月5日より英国放送協会 (BBC) のBBC OneとCBBCで放送されている。日本では、2007年4月8日から6月24日までNHK教育（現・NHK Eテレ）で毎週日曜日の午後5:25から3話ずつ放送され、後に2008年10月頃からは毎週木曜日午後7:00に放送されていた。
字幕放送を実施しているが白色のみ使用（電話のマークは水色で表示）。牧場主のセリフは基本的に「（話し声）」や「（命令する声）」などと表示している。
2009年11月23日からBBCでは第2シリーズが放送されている。日本では2010年10月3日からNHK教育テレビで毎週日曜日の午前7:00から放送され、2011年4月23日以降は毎週土曜日午前9:00から放送されている（同時に年度の一時期放送から通年の放送になった）。テーマ曲を「石井竜也とタトーシープス」が歌う。
2012年には第3シリーズが制作され、日本でも2013年5月11日からEテレで放送が開始された。
2013年には第4シリーズが製作され、日本でも2014年10月4日からEテレで放送が開始された。
2015年は未年を記念してイギリスで春に映画が公開され、日本でも夏に公開された（後述）。
2015年には第5シリーズが製作され、日本でも2016年5月7日からEテレで放送が開始された。
Eテレでの放送は2018年11月に一旦終了したが、2019年10月10日より毎週木曜日の午後7:15で放送を再開した。また2020年1月23日から第6シリーズの放送が開始され､2021年12月13日に終了した。
2024年2月10日から日によって異なる時間帯でEテレで約3年ぶりに再放送を実施した。
2024年3月28日にYouTubeチャンネル「Shaun the Sheep」で第7シリーズの制作が発表された。
日本でのシリーズ平均視聴率（ビデオリサーチ・関東地区調べ）は、第1シリーズでは1.5%だったが、第4シリーズでは4.4%まで上昇している。

## 登場キャラクター

### 主要キャラクター

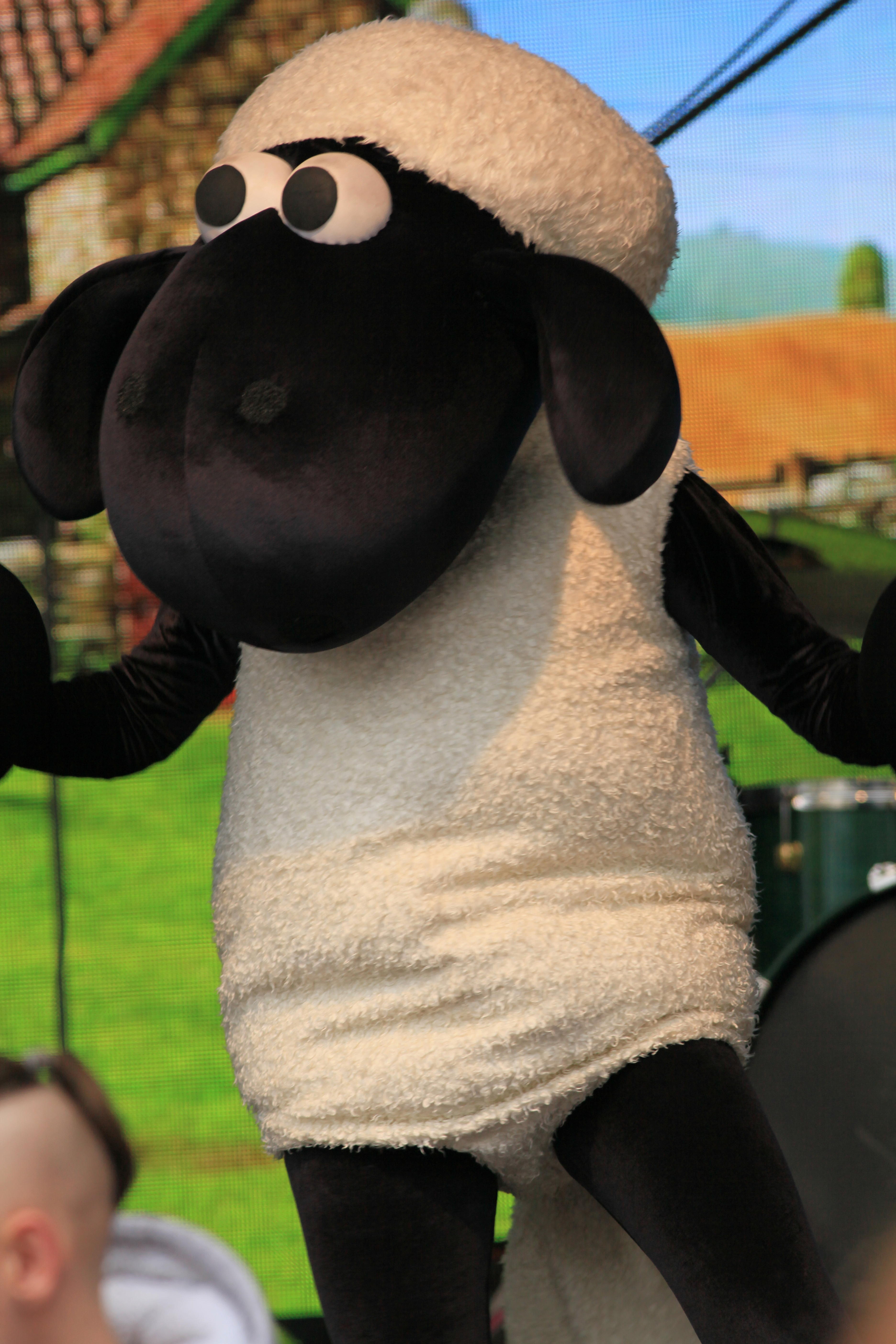
着ぐるみのショーン

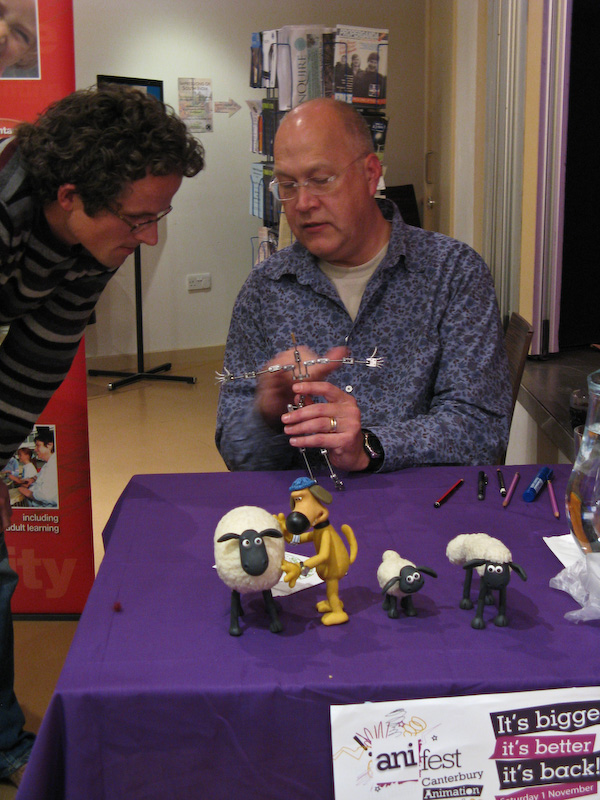
ひつじのショーンのキャラクターの模型。

ショーン（Shaun）
声 - ジャスティン・フレッチャー
本作の主人公。牧場の羊たちの一頭で、若い雄。普段こそ四足歩行で草を食べているが、牧場主の目がない時は二足歩行で、食事、趣味、トイレなど、人間と同じような生活を送っている。羊達の中でも好奇心旺盛で頭の回転が速く、さまざまなアイデアを思いつき実行するリーダー役。周囲で起こる騒動に機転を利かせた対応を見せ、牧場主を欺く。テクノ音楽やディスコサウンドが好きで、特技は首を一回転させること。面倒見が良く、幼いティミーの面倒を見ることも多い。
同アニメに登場する羊の中で唯一頭部に毛があるが、暑い時やカツラを被る時に、帽子のように取り外しできる。ショーンのトレードマークの話の中では、頭の毛を失くしてしまうと周りの羊はショーンと認識してくれず、ビッツァーも辛うじて（しかもショーンの上を雲が通ってショーンの頭の毛に見えるという偶然があってようやく）気付くといった程。藁で代用した際には、シャーリーに笑われ、ナッツには激怒して追い回される始末だった。
ビッツァーとは幼少期から一緒に育った仲で、普段はからかったり馬鹿にしたりすることもあるが、実際は親友で、彼が引っ越そうとした時には他の羊達と共に全力で止めにかかっていた。
ずんぐりとした羊達の中で唯一スリムな体型をしており、風景画、料理、溶接に車の運転など、あらゆる分野において人間である牧場主以上の器用さを発揮する。体を覆う羊毛にはファスナーが隠されていて着脱可能になっており、赤いブリーフを愛用している。
「ひつじのショーン」での好きなキャラクターのランキングでは第2位だった。
名前はイギリスで「丸刈り」を意味する"shorn"が由来となっている。
ビッツァー（Bitzer）
声 - ジョン・スパークス
本作の準主人公。ショーンたちを見張る牧羊犬。体毛は黄色に近い黄土色だが、第2シリーズでは顔の下半分から腹にかけてと、手足と尻尾の先に白い部分もあった。かなりの出っ歯かつ、よく目立つ大きな黒い鼻をしていて、鼻は押すとラッパのような音が鳴る。
羊たちと違い、牧場主の前でも当然のように二足歩行している。においで何かを探したり、投げられた棒や骨を追いかけるといった犬らしい行動を取る時は四足歩行になる。牧場主に対し言いつけを敬礼して受けるなどの忠誠心も見せ、ソーダとサンドウイッチの弁当を食べる。また、青いニット帽や左腕（左前脚）の腕時計、右腕（右前脚）のリストバンドなど、人間的な装身具を身に着けており、中でもニット帽は眠るときにナイトキャップといっしょにかぶり、奪われれば相手が牧場主でも激怒するほど愛用している。手にはホイッスルを持っている。
普段は牧場主に忠実で、彼の機嫌を損ねないように働いているが、仕事中はヘッドフォンで音楽鑑賞か読書、第3シリーズでは赤色のニンテンドー3DSなど時間潰しにふけることも多く、それが仇となってショーンたちの行動をたまに見過ごしている。面倒な仕事を言い付かると羊たちに押し付けてくつろぐ所もあるが、それで起こった問題の責任を全てビッツァーが被る羽目になることもしばしば。
何かと騒ぎを起こすショーン達には手を焼いているが、特に敵対しているわけでもなく、むしろ関係は良好。ショーン達の行動を黙認したり、自分も参加することもしょっちゅう。特に、ショーンとは最も仲が良く、時にはケンカもするが親友と言える間柄である。
郵便局員を見ると怒って追い掛け回す悪いクセを持っていたが、ショーン達の特訓で矯正している。
ショーンほどではないが器用で、特に楽器の演奏は非常に上手い。一方、バグパイプを鳥の一種だと思っていたり、ケーキにスパイスをかけてしまうなど、人間世界の知識には乏しい。
犬小屋には窓とチャイムが付いており、外観は彼一頭がちょうどといった大きさであるが、それ以上に広い内部を持つように描かれている。第60話「ビッツァーのおうち」では、牧場主が起こした事故により犬小屋が壊れてしまい、ショーン達が非常に大きい豪華な犬小屋をプレゼントしたが、以後の回では何故か元の犬小屋に戻っている。
元々は牧場の近くにいた野良犬であり、ニット帽は牧場主の牧羊犬になったときに牧場主から貰ったものである（「映画 ひつじのショーン 〜バック・トゥ・ザ・ホーム〜」より）。
基本的に毎回登場するが、「ティミーのぬいぐるみ」など稀に登場しない話もあった。
「ひつじのショーン」の好きなキャラクターのランキングでは第3位だった。
ティミー（Timmy）
声 - ジョー・アレン→ジャスティン・フレッチャー
本作のマスコットキャラクター。群れで唯一の赤ちゃん羊。性別は雄。テディベアとロボットの玩具、おしゃぶりを愛用しており、紛失したり取られたりすると大泣きする。第1シリーズでは一本だけだった歯が第2シリーズ以降は全て生え揃い、おしゃぶりをくわえる頻度が減る（第5シーズン以降おしゃぶりはつけていない）など、シリーズごとに成長している。スピンオフ作品『こひつじのティミー』では少し成長した姿で主人公として登場。
お風呂嫌いで、入れられそうになると逃げ回るが、1度風呂に入れられると、今度は出るのを嫌がる。
愛らしい容姿に反して危険な状況に飛び込みやすく、無自覚なトラブルメーカーとしてよく騒動の原因になるが、本人が怯えたり怖がったりすることはあまりない。
耳を羽ばたかせて飛ぶ、レーシングカーの運転が得意など、意外な才能を見せることもある。
実はショーンのいとこで、似たような表情で笑うことがある。
映画「バック・トゥ・ザ・ホーム」ではお気に入りのぬいぐるみであるデディベアを使って、トランパーを外に放り出していた。
「ひつじのショーン」の好きなキャラクターのランキングでは主人公のショーンを抜いて第1位だった。
牧場主（The Farmer）
声 - ジョン・スパークス
「農夫」とも。名前は不明。ビッツァーに羊たちの世話を任せっきりの、独身で少々ぽっちゃり体型の白人男性。度の強いメガネ（第2シリーズまでは丸型、それ以降は角型）をかけていて、外見からは目がわからない（ただし、角型以降はレンズが薄くなっており、メガネをかけた状態でも若干目が判別しやすくなった）。かなり視力が低いようで、メガネがないと電話の受話器と間違えてバナナを取ったり、案山子を人と間違えたりしている。かつてはアフロヘアーにしていたこともあるが、現在は頭の上部がハゲ気味。また、総入れ歯である。
ネズミが大の苦手で、椅子に乗っている時にネズミが現れた時は、震えて動けなくなり悲鳴を上げていた。
新しい物好きだが、機械に強くないうえに飽きっぽい性格で、思い付きで行動しては失敗を繰り返す。ゴミは全てショーン達の牧草地の一角に集めていて、時にはガラクタの山から持ち出した道具や素材がショーン達の作戦の役に立つことも。
入浴時におもちゃの黄色いアヒルで遊ぶなど子供っぽいところがあり、シャワー中の鼻歌は音痴。第65話でビッツァーをポーズモデルに1本の巨大な石柱からハンマーとノミだけで自分自身とそっくりな石像を掘り出しており、彫刻の才能はある模様。
悪戯好きの姪と兄弟（こちらのほうが髪が豊かだが兄か弟かは不明）とその妻がいて、彼らも揃って同じような丸いメガネをかけている。第5シリーズで双子であったことが判明し、留守にしている間はそっくりの兄弟（これもどっちが上かは不明）の方に任せていたが、彼は牧場主とは正反対の性格で牧場主の動物を縛るようなことはせず、牧場主の家にも牧場の動物たちを招き入れた。
第2シリーズでは、ピンク色の髪のガールフレンドが居ることが判明。彼女のために料理を作ろうとしたが、結局は失敗し、ショーン達が作った料理をビッツァー作と思い込んだまま彼女に振舞った。また、第3シリーズでは、ひつじの納屋をリフォームして彼女との新住居にしようと計画し、設計図も書いたが、ショーンが設計図を変えてしまったために中だけがリフォームされてしまい頓挫した（後に元に戻っている）。
愛車は、錆びれた水色のランドローバー 88 シリーズIIのピックアップ。帰宅時や機嫌の良い時には音楽をかけて運転している。トラクターも同様に水色で、フォード製。こちらも錆が回っているが、ラジカセか音響機器をつけており音楽を流せる。第25話「トラブルトラクター」では、このトラクターが故障し、ショーン達に修理（改造）され新品同様の外観となるが、部品不足が原因で暴走し再び壊れてしまった（後の話では直っており、元の状態に戻っている）。
ショーンをはじめとする羊たちが人間のように動き回っていることにあまり気づいておらず、一方でビッツァーやピッツリー、いたずらブタたちが人間臭い仕草をすることは知っているので、ショーン達のお手柄をビッツァーがやったと思って誉めたり、失敗もビッツァーやピッツリーがやったと思い込んで激怒する。
身体能力が高く、第6話「ひつじの芸術家」のラストではバク転を披露した。
基本的に毎回登場するが、「沼からの訪問者」「ママはショーン？」「ビッツァーはベビーシッター」「謎の訪問者」「ショーンの恋」など、ビッツァー同様に稀に登場しない回もある。
『ウォレスとグルミット 仕返しなんてコワくない！』のクライマックスシーンにも、容姿と声をそのままに登場している。

### 牧場の動物達

#### 羊
ティミーのママ（Timmy's mother）
声 - ケイト・ハーバー
頭にカーラーをつけた雌の羊で、ショーンの叔母。名前の通りティミーの母親で、編み物と牧場主所有のトラクターの運転が得意。ティミーの起こすトラブルに心配が絶えない。また、教育上相応しくない所はティミーの目や耳を手（前足）で塞ぐ。頭の毛は、カーラーを外すとかなりのロングであるほか、ショーンのように取り外しができる。シーズン1と2以降で顔つきが異なっている。
シャーリー（Shirley）
声 - リッチ・ウェバー
食欲旺盛な雌 の羊で、英ホームページで「他の羊の3倍の大きさ」と紹介されるほど大きい。
第3話「シャーリーのダイエット」では、あまりの重さに自力で動くこともままならなくなり、他の羊たちが押して移動している。この回では一時ショーン並みにスリムな体型になったものの、パイを大量に運んでいたトラックに突っ込んで食べまくってしまい、あっという間に元の体型に戻ってしまった。第7話「くいしんぼうなヤギ」では、ヤギが毛を食べたことによって体の中心が空洞（毛で覆われているだけ）であることが発覚した。しかし、第157話「スーパーひつじ」では送風機によって毛が飛ばされ、胴体があることと青色のパンツを着用していることが確認できる。
他の回ではおおむね自分の意志で移動しているが、意に反してシャーリーの巨体を動かそうとするのは、ショーンやビッツァーはおろか、人間である牧場主の力でも楽ではない。特に何かを食べている時はまったく動かないため、扉の前に座らせて鍵がわりになったこともある。
目の前にある物は何でも食べてしまう大食漢だが、そのせいで食べ物ではないもの、食べてはいけないものまで食べてしまい、それがトラブルの元になることもしばしば。喧嘩も強く、ピッツリーなどはあっという間に叩きのめしてしまう。羊たちの中には毛の中に物を隠し持っている者がいるが、シャーリーはお金をはじめさまざまな物を隠している。時にはトランポリンになったりする名脇役である。
ツインズ（The Twins）
声 - サイモン・グリーナル
文字通りの二人組で行動する羊。陽気で騒がしく、冒険好きな性格から、ショーンの作戦に積極的に参加する元気いっぱいのコンビだが、2匹一緒にいればトラブルも2倍になる。基本的に顔の形は細長い顔と丸みがかった四角い顔の組み合わせだが、エピソードによってはヘーゼルのような顔の羊がツインズのうちのどちらかに入っている場合もある。
ナッツ（Nuts）
声 - アンディ・ナイマン
雄。縦に長い顔と鼻筋、左右で目の大きさが違うのが特徴。群れの中でも変わり者。自分だけの世界を持っていて、まれに、群れ一同を混乱させる。第130話「リンゴがたべたい」ではくしゃみをして、ショーンに迷惑をかける。また第106話「ひどいにおい」では紐を引くナッツと洗車台の上に登っているナッツがいる。
ヘーゼル（Hazel）
声 - エマ・テート
かなり臆病な雌のヒツジで、小さなことでも簡単に飛び上がってしまうほど。いつもおびえているが、いざというときは勇気を出して行動することもある。
※上記の4匹（ティミーのママとシャーリーを除く）は第4シリーズ以降に名前が発表されているが、日本での字幕放送では用いられていない。そのため英語版でサブタイトルに名前が入っていても、日本語版ではサブタイトルが別名に変更されている。
群れの仲間達（The Flock）
上に挙げた羊達と違い極めて普通の羊だが、ツインズやヘーゼルと顔がほぼ同じである。
ショーンの計画に積極的に参加しているが、ピンチの時にショーンを見捨てることがあるなど、薄情な一面も持つ。
第75話「キツネのわるだくみ」において、キツネが変装したニセ羊に対し、皆が揃って一目惚れしてしまったことがある。
「おうし VS ひつじ」など、群れの羊が一匹も出ない回がたまにある。

#### その他
3匹のいたずらブタ（The Naughty Pigs）
声 - ジョン・スパークス
ショーンたちの牧草地の隣に住む豚たち。餌は残飯などのごみだが、スパイスを掛けないと食べないというこだわりを持つ。
羊たちとはトラブルを起こすことが多く、羊が何かの拍子に豚の区画に飛び込めば取っ組み合いのケンカになり、ショーンの計画を度々妨害する。最終的には知恵が回り切らずにしてやられるような役回りだが、一方で羊たちとサッカーや野球の試合をすることもある。猫のピッツリーとも仲が悪い。第4シリーズではショーン達からリンゴと引き換えにアヒルの立退きの交渉を受けたが、アヒルにコテンパンにされた。「キャンプでドタバタ」ではウインナーソーセージを見た際、パニック症状を起こした。映画「バック・トゥ・ザ・ホーム」にも登場。
オンドリ
オープニングの冒頭に現れる。キツネに誘拐されてショーンとビッツァーに助けられ、クリスマスでは窓枠からチキンのローストを目撃した衝撃で失神するなど受難が多い。また、寒いのが非常に苦手。牧場に住んでいる者全員は基本的に、彼の鳴き声で起床する。映画「バック・トゥ・ザ・ホーム」にも登場。
メンドリ
第13話「ママはショーン?」に出演。ヒヨコたちの母鳥。
ヒヨコ
第13話「ママはショーン?」に出演。ショーンを生まれてはじめて見て母と思っているため、いつもどこでも、ショーンが行くところについて行き、彼をいらいらさせる。また、彼等はショーンの毛が好きで、最終的に母親がショーンの毛で出来た織物を着せてヒヨコをなだめた。
ショーンと関係なく、カモ笛の音を聞くと、つられてついて行ってしまう。いびきがうるさく、ショーンは一晩中眠れなかったほど。
アヒルのヒナも、似たようなヒヨコである。
アヒル
第1シリーズでは顔が緑色でアイガモ風だったが、第2シリーズ以降は顔がフレッシュに近い色になっており、第4シリーズでは顔が首と一体化し、顔の色は体と同じか緑で首が白い者など、外見にはいくつかパターンがある。
ビッツァーのサンドウィッチや羊の枕を盗んだり、言うことを聞かないなど性悪だが、ティミーの蹴ったボール代わりのキャベツにぶつかって丸ごと飲み込んだり、第2話「みんなでバスタイム」では、冷たいプールに入って凍ったりなどの災難も受けている。
第3シリーズに登場したアヒルはハンドバッグを持っていて、カモ笛などに釣られてヒヨコがどこかに行ってしまうと、原因を作った者を容赦なく叩きのめす乱暴な性格。
第4シリーズのアヒルは雛をかえらせるためにショーン達の布団を奪い、雛がかえれば納屋を奪い、ショーン達やブタ達でも敵わないという傍若無人な存在だった。
デッサンモデルになる時に体の皮を脱ぐアヒルがいたが、他のアヒルもできるのかは不明。
ヤギ
声 - ジャスティン・フレッチャー
羊たちの後姿を見ては、興奮して追突してくる。第7話「くいしんぼうなヤギ」ではショーンを引きずった状態で、止められない草刈り機のように何でも食べてしまう。また、第10話「サタデー・ナイト・ショーン」にも出演。実は入れ歯である。
第125話「ヤギのさいみんじゅつ」では、目をじっと見ることで相手に催眠術をかけ、自分と同じ行動をとらせることができるようになっている。映画「バック・トゥ・ザ・ホーム」と短編映画｢クリスマスがやってきた！｣にも登場。
雄牛
声 - リチャード・ウェバー
第9話「ショーンの闘牛」、第10話「サタデー・ナイト・ショーン」 、第13話「ママはショーン?」 、第26話「ここほれ! メェーメェー」に出演。茶色い牛。何もしなければ温厚なのだが、ショーンにいたずらをされたり、赤いものを見たりすると、すぐ興奮し攻撃を仕掛ける。いったん暴れ出すと、牧場主を含め、誰にも止められない。
第3シリーズでは、体色が黄土色に変わり、顔も変わっている（別の個体の可能性もある）。映画「バック・トゥ・ザ・ホーム」にも登場。
ニワトリ
ニワトリ小屋にいる鳥。｢ひつじとココナッツ」などに登場。映画「バック・トゥ・ザ・ホーム」にも一瞬ではあるが登場。

### サブキャラクター

#### 準レギュラー
キツネ
声 - ガレス・オーウェン
悪賢いキツネ。オンドリやティミーを狙って牧場に現れるが、その都度、ショーン達によって失敗に終わり、牧場主に牧場の外まで追い回されたり、シャーリーにコテンパンにされる。
第82話「ひつじとココナッツ」では、ニワトリあるいは卵を狙って三度現れるも、メンドリが小屋から投げ捨てたココナッツを食らってノックアウトされた。第126話「たっきゅうのしあい」では、ショーン達が卓球に夢中になっているスキにニワトリ小屋の卵を盗もうとするが、間違えてピンポン玉を盗んでしまった。
ピッツリー（Pidsley）
声 - ジャスティン・フレッチャー
牧場主のペットで、屋内で飼われている猫。意地悪な性格で、家に忍び込んだショーン達を牧場主に告げ口したり、チーターに化けて羊達を驚かせようとしたことも。意外と悪知恵も働くが、最終的にショーンに出し抜かれ、彼らがやったことを全部自分1匹のせいにされて、牧場主に怒られてばかりである。シーズン1と2で姿が全く異なり、第1シーズンでは、猫に見えない姿をしている（毛がなく全身オレンジ）。第3シリーズ以降は登場していない。
彼もビッツァー同様、牧場主がいる前でも平気で二足歩行している。
エイリアン
「なぞの訪問者」などに登場。細長い緑の体に目玉が一つ。UFOに搭乗していることから高度な文明を持つ異星人だと思われる。燃料切れで牧場に不時着したのをきっかけに興味を示し、仲間が何度か調査に訪れている。
1度、ショーンとピッツリーをさらい、調査しようとするも、機械のトラブルで2匹の脳を入れ替えてしまったことがあり、さらにショーン以外の牧場に住んでいる動物や牧場主の脳まで入れ替わる騒動も起こした。
ピザ屋の店員
声 - ジョー・スグ（映画）
茶髪の七三分けで、牧場主と同じようなメガネをかけている白人青年。出演時の多くは町にあるピザ屋の店員だが、いろいろな職業を転々としているらしく、郵便配達員として牧場にやって来た時には、ビッツァーに追いかけ回された。第8話｢ピザが食べたい！｣で、ショーン達が人間の格好をしてピザを買いに行った時には、現金の代わりにポケットに入っていた蛙を渡すとピザを売ったことから、蛙が好きなようである。
老婦人
分厚い丸眼鏡をかけた老婦人。ピンク色の髪をパーマ状にしてあるが、普段は帽子を被っているため見えにくい。怒ると持っているバッグで相手を叩くことが多い。ホッケーが得意。専用BGMがある。

#### シーズン6以降の新レギュラー
スタッシュ
第6シーズンより登場したリス。足が早くいたずら好きな性格。
ベン
牧場主のライバルである若い農夫。自慢の腹筋や筋肉などを活かして動画を投稿し、再生回数を記録更新している。また、ベンの牧場のブタも腹筋を鍛えており、優秀なブタとして賞を獲得したり、ブーツ投げや巨大なウリで賞を勝ち取っている。
レキシー
ベンの牧羊犬で、ビッツァーのライバルである雌犬で、犬種はゴールデンレトリバー。他の牧場の犬からも定評があり、サイン会や握手会も行っているが、牧場主の投稿した動画を観て低評価（コメント欄にもブーイングマークを大量に書き込む）したり、ビッツァーとカーレースしてビッツァーに勝ち、ヘトヘトで自信喪失になったビッツァーを馬鹿にしたりと、性格は悪い。

#### ゲスト
子モグラ
第18話「ショーンのモグラたたき」に出演。 ショーンを馬鹿にするときは大胆不敵だが、母モグラに怒られていたずらをやめる。
母モグラ
子モグラの親。カーラーをつけている。
モグラ
「たっきゅうのしあい」などに登場。めがねをつけており、ひげが生えている。
カエル
「ピザが食べたい！」と「ひつじにな～れ！」に登場した蛙。「ピザが食べたい！」では、かかしの帽子の中にすみついていたが、羊にぬけられてしまい、ショーン達のポケットの中に入り、ポケットからだされた後、ピザ屋の店員に気に入られた。
ハリネズミ
「ビッツアーのホイッスル」などに登場。
化け物
「沼からの訪問者」で登場。ショーンがビッツァーとサッカーをしていた時に誤って沼の中にサッカーボールを落としてしまい、ビッツァーが拾いに行くも、自身も沼の中へ落ちてしまう。その際に沼から顔を出した。周りの羊たち(ショーンを含む)はその容姿に驚いて逃げ出すが、彼がサッカーボールをショーンに見せた時に、ショーンは彼がビッツァーなのではと察した。その後、身体に付いた泥を落とそうとするが、嫌がる素振りを見せて逃げようとする。実は彼はビッツァーではなく化け物であり、ビッツァーに化けてショーンに近づいていた(本物のビッツァーは牧場主の家で入浴していたため、外での騒動に気付いていなかったが、外で化け物がシャワーで洗い流されている時の悲鳴を聞いてショーン達の前に姿を見せた)。最終的にショーンによってシャワーで洗い流され（本物のビッツァーが姿を表すまでショーン達は彼がビッツァーではないことを知らなかった）、本当の姿を表した直後、その場にいたビッツァーのバスタオルを身体に巻いて怒りながら帰って行った。なお、彼はショーン達の前に姿を見せた時、ビッツァーの帽子を被っていたが、いつどこで手に入れたのかは不明だが、最終的にビッツァーに帽子を返している。
ゴズ
第6シリーズの「ガチョウのゴズ」に登場するガチョウ。ビッツアーの尻をつついたり、ひつじ達のサッカーボールを割っていた。最初は飛べなかったが、ショーンに飛びかたを教えてもらい、飛べるようになった。
クモ
「ショーンVSクモ」に登場。どこに流しても別の所から現れてしまう、とても厄介なクモ。ビッツアーや群れの仲間を仰天させる。
カラス
性格の悪いカラス。「カラス、なぜなくの？」では、鳴き声でショーン達に迷惑をかけたが、風船の音が苦手なため、音に耐えられずに、帰っていった。「カラスをおいだせ」では、ビッツアーに対して煽っていたが、最終的には、かかしの変装をきせられた状態で、警察に捕まった。「ショーンとカモ笛」にも登場している。
ラム
第75話｢キツネのわるだくみ｣に登場した新しく牧場にきたオス羊。キツネに毛を全部盗られるが、最後はショーン達と共にキツネを追い払う。ショーン達の仲間入りにはなっているが、以降は登場していない。
ローラ
声 - ソフィー・スミス
「ショーンの恋」に登場したメス羊。他の牧場のトラックから転げ落ちた。ドロだらけのため、嫌々ながらショーンが洗うと、超美形のメス羊だった。ショーンと恋に落ちるが、ビッツァーが呼び戻した飼い主によって連れ戻されることに。しかし、ショーンの涙を見て事情を察したビッツァーと仲間の羊達により、人形と入れ替えることでショーンの元に戻された。ビッツァーの時とは違って成就したとも言えるのだが、以降は登場していない。
メス犬
「ビッツァーの恋」に登場した、帽子、まつ毛など細かいところ以外はビッツァーそっくりな犬。牧場の近くに来たキャンプ客が連れてきて、一時期仕事に身が入らないほどビッツァーを夢中にさせたが、飼い主であるキャンプ客が連れて帰ったため恋は終わってしまった。
グルミット
「ウォレスとグルミット」に登場する犬。第4シリーズにて、トロフィーとして登場する。

## 制作手法
本作はストップモーション・アニメーション、とりわけ粘土を利用したものを指すクレイアニメーションという技法を用いている。登場人物達の顔など主要パーツに、実際に粘土を用いており、その多様な表情を作り出している。
1コマとはカメラで撮影するワンカットを意味する。本作では1秒に25コマを用いており、一日を掛けて6秒の映像を制作する。これを150人のスタッフの手により、複数スタジオにて同時並列でシーン撮影し、作品完成までの実時間を短縮している。

## スタッフ
- 原案 - ニック・パーク
- シリーズ構成 - アリソン・スノーデン、ダビッド・ファイン、リチャード・ゴルゾウスキー
- 脚本 - リチャード・ハンソン、リー・プレスマン
- 絵コンテ - シルビア・ベニオン、ジェイソン・カムリー、イブ・コイ、ギャレス・オーウェン、ロブ・リチャーズ、クリストファー・サドラー、JP・ヴァイン、デイブ・ヴィニコム、ジラド・ベシャー、アシュリー・ボディ、デイヴ・バンティング、ジェイ・クラーク、ダン・ハーダー、ニア・ヒルシュフェルド、ドロン・メイアー、ジェームズ・オーシェイ、エイプリル・ピーター、デイヴ・プライス、ミシュ・ロザノフ、ダイマント・ヴィアス
- 絵コンテマネージャー - マリア・ヴェスカン
- アニメーション制作 - ダグ・カルダー、ジョー・チョークリー、ジェイソン・カムリー、アリソン・エヴァンス、ギャレス・ラブ、ジュリア・ブジエ、オリ・ブットランド、クレア・ロールス、デイブ・スキャンロン、ローリー・シッツィア、アンディ・シマノウスキー、リー・ウィルトン、イネズ・ウォルドマン、ヤゴ・アルヴァレス、ウィル・ベッシャー 、ジュリアンナ・コックス、スティーブ・エッジ、アリソン・エヴァンス、ジョー・フェントン、ウェンディ・グリフィス、リチャード・ヘインズ、エド・ジャクソン、ロドリ・ロヴェット、グラント・メイジー、デイヴ・オズモンド、スージー・パー、ジュリア・ペゲ、ダン・ラムジー、ダレン・トムソン、ダイマント・ヴィアス、ディーン・クトソン、イネズ・ウォルドマン
- アニメーション制作助手 - サラ・ハーブス、ディケン・フランクリン、ウェンディ・グリフィス、キャロライン・モレ、イアン・タタン、マリー＝ルイーズ＝ホイェル・ジェンセン、ジャスティン・スミス
- CG演出 - ダンカン・マクドナルド
- CGアニメーション制作 - ブラム・トゥヘル、ジョン・オグデン、ジェイ・グレイス
- モデル制作指揮 - ケイト・アンダーソン
- モデル制作 - アマンダ・ダービー、クレア・ドリューイット、キャス・フォード、ジョン・フライアー、ディー・ホーンズ、ニコラ・ハウウェルス、ナンシー・ジョーンズ、ナイジェル・リーチ、ギャリー・ロバーツ、ジル・キオ、タリア・レーン、ジム・パーキン、デビー・スミス、ジャック・スレイド、ジェイ・スマート、ハリエット・トーマス、ジル・アダムス、ギデオン・ボハノン、クリス・ブロック、デヴァ・チェラン、ジョン・フライアー、ジョージ・エブラード、アンディ・ゴードン、アン・キング、アニータ・メリア、キャスリン・プリンス、ギャレス・ノースロップ、ベッキー・レッドヘッド、ギャリー・ロバーツ、シャーナ・ロズウェル、ケビン・シリトー、ジェイ・スマート、テス・スティーブンス、アンディ・スプラットバリー、リー・テツナー、エリー・ウェストン
- 大道具 - クレイグ・アトキンソン、アル・バレット、デイビッド・デル・ローリン、アラン‘スクラッチ’スクレイス
- 小道具／セット - ジョー・バーボン、アンディ・ブラウン、ソフィー・ブラウン、ジェイムス・ヘルード、ヘレン・ジェイブス、ジョー・マスターズ、ローラ・サベージ、エイド・シムス、アレクサ・ヴィッカリー、キャスリン・ウェバー
- セット - クリフ・リーン、レイチェル・ボーウェン、スチュアート・マラバー、ダミアン・ニアリー、アルノー・シュヴァイツァー
- デザイン - マイケル・ソルター
- 照明カメラマン - ジェレミー・ホッグ、トビー・ハウウェル、ジョージ・ミルバーン、デイヴ・アレックス・リデット
- カメラ操作 - チャートン・シーズン、アダム・リンカーン、ジェームス・フィッシャー、チャートン・シーズン、ベン・ステラドリング
- 照明 - リチャード・ホスケン
- 編集 - ジェーン・ヒックス、アンドリュー・ワード
- 音響編集 - ショーン・リチャーズ
- 音響調節 - クリス・ドメイル、ポール・ドノバン
- 音効 - ポール・エーカーマン
- 音効監督 - ウィル・ソリー
- 映像効果 - サラ・ケンブソン
- 音楽／テーマソング作曲 - マーク・トーマス
- 演出 - ジェイ・グレイス、マイク・モート、デイヴ・オズモンド、クリストファー・サドラー、アンディ・シマノウスキー、JP・ヴァイン、ダレン・ウォルシュ、リッチ・ウェバー
- 製作総指揮 - マイルス・バロウ、ピーター・ロード、ニック・パーク、デイビッド・スプロクストン、マイカル・カーリングトン（BBC）、ニッキ・チャップリン（BBC）
- 進行アシスタント - ポール・ブライアント
- 制作進行 - デイビッド・ボタン、ケブ・ハーウッド、ゲイル・カークブライド
- 制作コーディネーター - タラ・ノウルズ
- 制作マネージャー - リチャード・ビーキー・ビーグ
- 美術監督 - キティ・クレイ
- 撮影監督 - チャールズ・コッピング
- 現場監督 - マシュー・ヒーリー
- プロデューサー - ジュリー・ロックハート
- 監督 - リチャード・ゴルゾウスキー、クリストファー・サドラー
- 制作／著作 - アードマン・アニメーションズ

## こひつじのティミー
ティミーを主人公としたスピンオフ作品。イギリスでは2009年4月から2012年まで、英国放送協会 (BBC) の幼児向けデジタル放送局CBeebiesで放送された。日本では、2010年からディズニー・チャンネルで、2013年からNHKで放送された。

## ひつじのショーン チャンピオンシープス
ロンドンオリンピック（2012年7月27日 - 8月12日）を記念して作られた1話1分の短編アニメ。ショーン達が夏季オリンピックで行われるさまざまなスポーツに挑戦する内容。全21話。2012年7月に英国放送協会（BBC）の子供向けデジタル放送局CBBCで放送された。
日本では2012年7月6日から総合テレビとEテレにて放送されていた。

### ストーリーリスト
| 話数 | 競技名                     | 英語版サブタイトル    | CBBCでの初回放送日 |
| ---- | -------------------------- | --------------------- | ------------------ |
| 1    | リレー競走                 | Relay                 | 2012年7月2日       |
| 2    | 砲丸投げ                   | Shot Put              | 2012年7月2日       |
| 3    | シンクロナイズドスイミング | Synchronised Swimming | 2012年7月3日       |
| 4    | 卓球                       | Ping Pong             | 2012年7月3日       |
| 5    | 飛び込み                   | Diving                | 2012年7月4日       |
| 6    | フェンシング               | Fencing               | 2012年7月4日       |
| 7    | 体操                       | Gymnastics            | 2012年7月5日       |
| 8    | アーチェリー               | Archery               | 2012年7月5日       |
| 9    | 重量挙げ                   | Weightlifting         | 2012年7月6日       |
| 10   | 障害物競走                 | Steeplechase          | 2012年7月6日       |
| 11   | ビーチバレー               | Beach Volleyball      | 2012年7月9日       |
| 12   | ホッケー                   | Hockey                | 2012年7月9日       |
| 13   | 水泳                       | Swimming              | 2012年7月10日      |
| 14   | 100メートル走              | 100 Metre Dash        | 2012年7月10日      |
| 15   | BMX                        | BMX                   | 2012年7月11日      |
| 16   | つり輪                     | Rings                 | 2012年7月11日      |
| 17   | ハンマー投げ               | Hammer                | 2012年7月12日      |
| 18   | トランポリン               | Trampoline            | 2012年7月12日      |
| 19   | 柔道                       | Judo                  | 2012年7月13日      |
| 20   | リボン                     | Ribbon                | 2012年7月13日      |
| 21   | 棒高跳び                   | Pole Vault            | 2012年7月13日      |

## ひつじのショーン3D
ニンテンドー3DSダウンロードソフト「ニンテンドービデオ」にて不定期に配信された、1分程度のショートムービー。3D表示に対応している。第1話は2012年5月4日より配信された。
2013年2月22日よりニンテンドー3DSのオンラインショップであるニンテンドーeショップにて有料配信が開始。全5巻で1巻につき3話分を収録する。

### ストーリーリスト
- 第1話「ティミーの子守り」
- 第2話「ショーン、過去を訪ねる」 - 『スーパーマリオブラザーズ』を題材としている
- 第3話「仲間たちだけ！」
- 第4話「バスケを楽しむひつじたち」
- 第5話「トイレにドボーン！」
- 第6話「アートクラス」
- 第7話「ビッツァーのエッグハント」
- 第8話「ペナルティー！」
- 第9話「たこあげ」
- 第10話「干し草のたわら」
- 第11話「ストーリータイム」
- 第12話「ピクニック」
- 第13話「まめでっぽう」
- 第14話「注意！ ひつじの横断」
- 第15話「子ひつじのサルサ」

## 映画

### 映画 ひつじのショーン 〜バック・トゥ・ザ・ホーム〜
『映画 ひつじのショーン 〜バック・トゥ・ザ・ホーム〜』（Shaun the Sheep The Movie）のタイトルで、2015年7月4日に日本公開された。全世界での興行収入は1億600万ドル、日本での興行収入は5億7000万円。

### 映画 ひつじのショーン UFOフィーバー!
『映画 ひつじのショーン UFOフィーバー!』（A Shaun the Sheep Movie: Farmageddon）のタイトルで、2019年12月13日公開。

### 映画 ひつじのショーン・ムービー／牧場の逆襲
（Shaun the Sheep Movie/The Farm Strikes Back）のタイトルで2024年12月13日公開予定

## 特別短編

### ひつじのショーン スペシャル ～いたずらラマがやってきた～
『ひつじのショーン スペシャル ～いたずらラマがやってきた～』（Shaun the Sheep: The Farmer's Llamas）のタイトルで、2016年3月5日劇場公開。

### ひつじのショーン スペシャル クリスマスがやってきた！
『ひつじのショーン スペシャル クリスマスがやってきた！』（Shaun the Sheep: The Flight Before Christmas）のタイトルで、2022年12月16日から2週間の限定劇場公開。

## 施設

### ひつじのショーン ファームガーデン
- ローザンベリー多和田 - 滋賀県米原市

### ひつじのショーン ファミリーファーム
- プライムツリー赤池店 - 愛知県日進市、カフェも併設。2024年10月14日をもって閉店。